# Uromyces major
Uromyces major ist eine Ständerpilzart aus der Ordnung der Rostpilze (Pucciniales). Der Pilz ist ein Endoparasit des Süßgrases Muehlenbergia reverchonii. Symptome des Befalls durch die Art sind Rostflecken und Pusteln auf den Blattoberflächen der Wirtspflanzen. Sie kommt im südlichen Nordamerika vor.

## Merkmale

### Makroskopische Merkmale
Uromyces major ist mit bloßem Auge nur anhand der auf der Oberfläche des Wirtes hervortretenden Sporenlager zu erkennen. Sie wachsen in Nestern, die als gelbliche bis braune Flecken und Pusteln auf den Blattoberflächen erscheinen.

### Mikroskopische Merkmale
Das Myzel von Uromyces major wächst wie bei allen Uromyces-Arten interzellulär und bildet Saugfäden, die in das Speichergewebe des Wirtes wachsen. Aecien oder Spermogonien der Art sind nicht bekannt. Die zimtbraunen Uredien des Pilzes wachsen beidseitig auf den Wirtsblättern. Seine ebenfalls zimtbraunen Uredosporen sind 23–26 × 21–23 µm groß, meist eiförmig bis breitellipsoid und stachelwarzig. Die beidseitig wachsenden Telien der Art sind schwärzlich, pulverig und früh offenliegend. Die kastanienbraunen Teliosporen sind einzellig, in der Regel kugelig bis breitellipsoid und 23–28 × 22–26 µm groß. Ihre Stiele sind gelblich und bis zu 75 µm lang.

## Verbreitung
Das bekannte Verbreitungsgebiet von Uromyces major umfasst Zentralmexiko und das US-amerikanische Texas.

## Ökologie
Die Wirtspflanze von Uromyces major ist Muehlenbergia reverchonii. Der Pilz ernährt sich von den im Speichergewebe der Pflanzen vorhandenen Nährstoffen, seine Sporenlager brechen später durch die Blattoberfläche und setzen Sporen frei. Die Art durchläuft einen Entwicklungszyklus, von dem bislang lediglich Telien und Uredien sowie deren Wirt bekannt sind; Spermogonien und Aecien konnten dem Pilz nicht zugeordnet werden.